# Ворожбиев, Евстафий Васильевич
Евстафий Васильевич Ворожби́ев (05.05.1909—1989) — советский авиаконструктор.

## Биография
Ученик Б. С. Стечкина.
В апреле 1923 года в возрасте 14 лет был принят на работу на завод «Пролетарий» в бондарный цех чернорабочим.
В 1924—1926 годах учился в ФЗУ при заводе «Пролетарий».
В 1926—1930 годах работал на заводе «Октябрь»
В 1930—1932 годах учился в Аэромеханическом институте в городе Новочеркасске, а в 1932—1936 годах в Рыбинском авиационном институте.
С 1936 года работал на заводе имени П. И. Баранова (Запорожье).
С 1939 года директор строящегося в Саратове авиамоторного завода (Завод № 336 НКАП).
На 16.09.1945 (награждение орденом Красной Звезды) - директор авиационного завода.
После войны работал в КБ В. Н. Челомея. Заместитель главного конструктора, с 1963 года начальник КБ-8.
В 1965—1974 годах заместитель министра авиационной промышленности СССР, курировал работу конструкторских бюро.
Последние годы жизни — ведущий сотрудник НИИ.
Похоронен на Троекуровском кладбище.

## Награды и премии
- Сталинская премия второй степени (1952) — за работу в области машиностроения.